# Stosunki polsko-chińskie

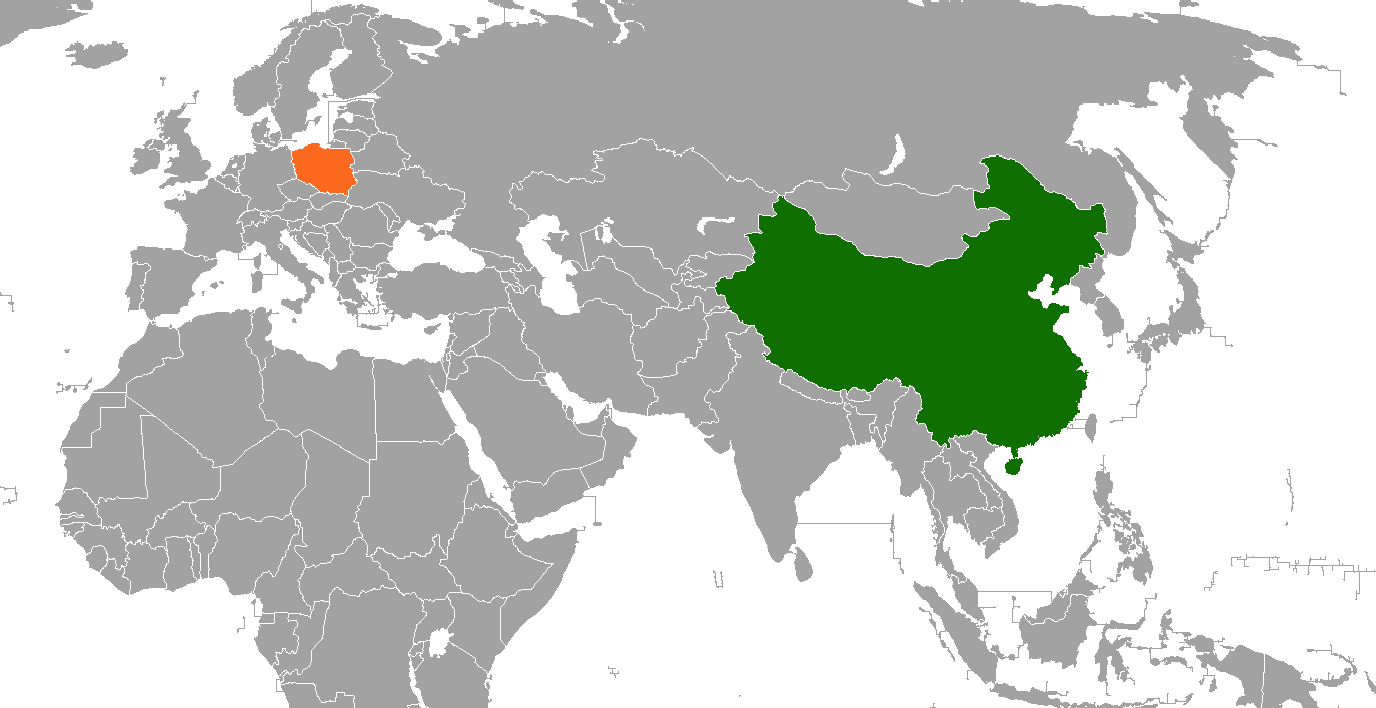
Polska i Chińska Republika Ludowa na mapie

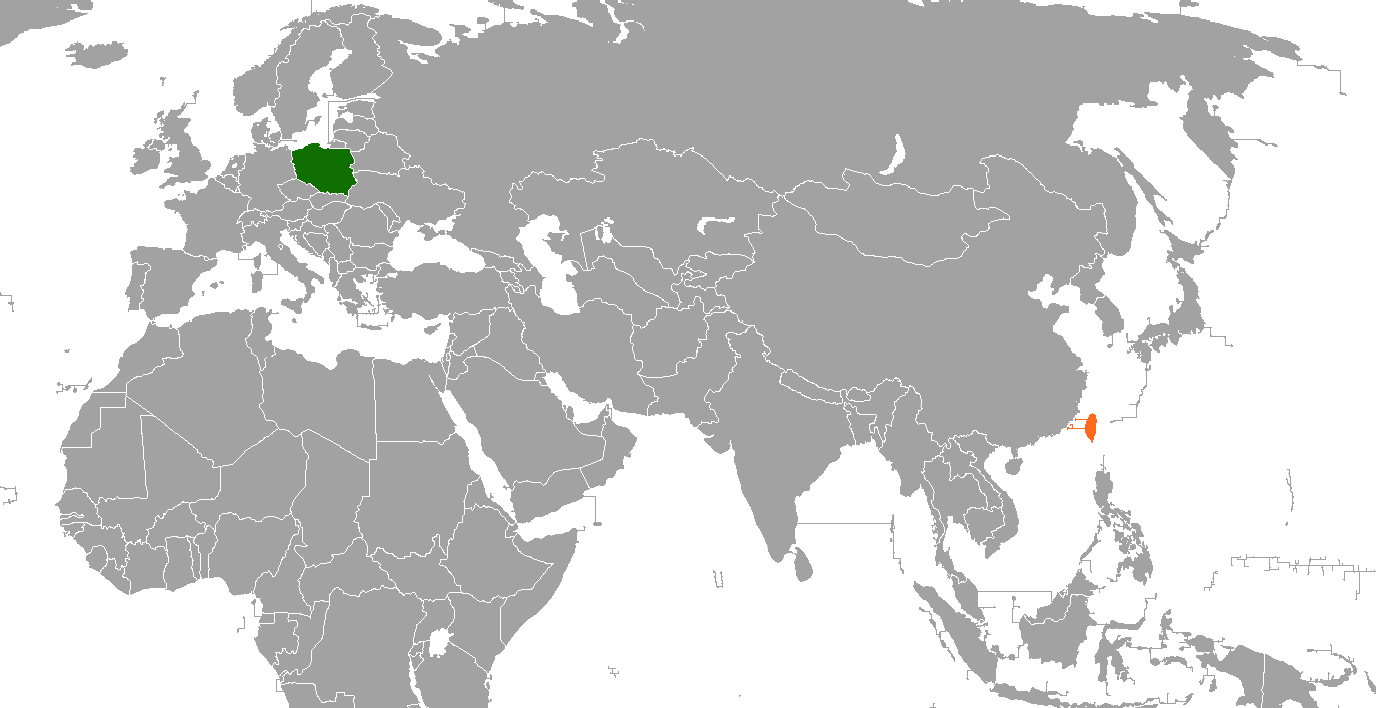
Polska i Republika Chińska (Tajwan) na mapie

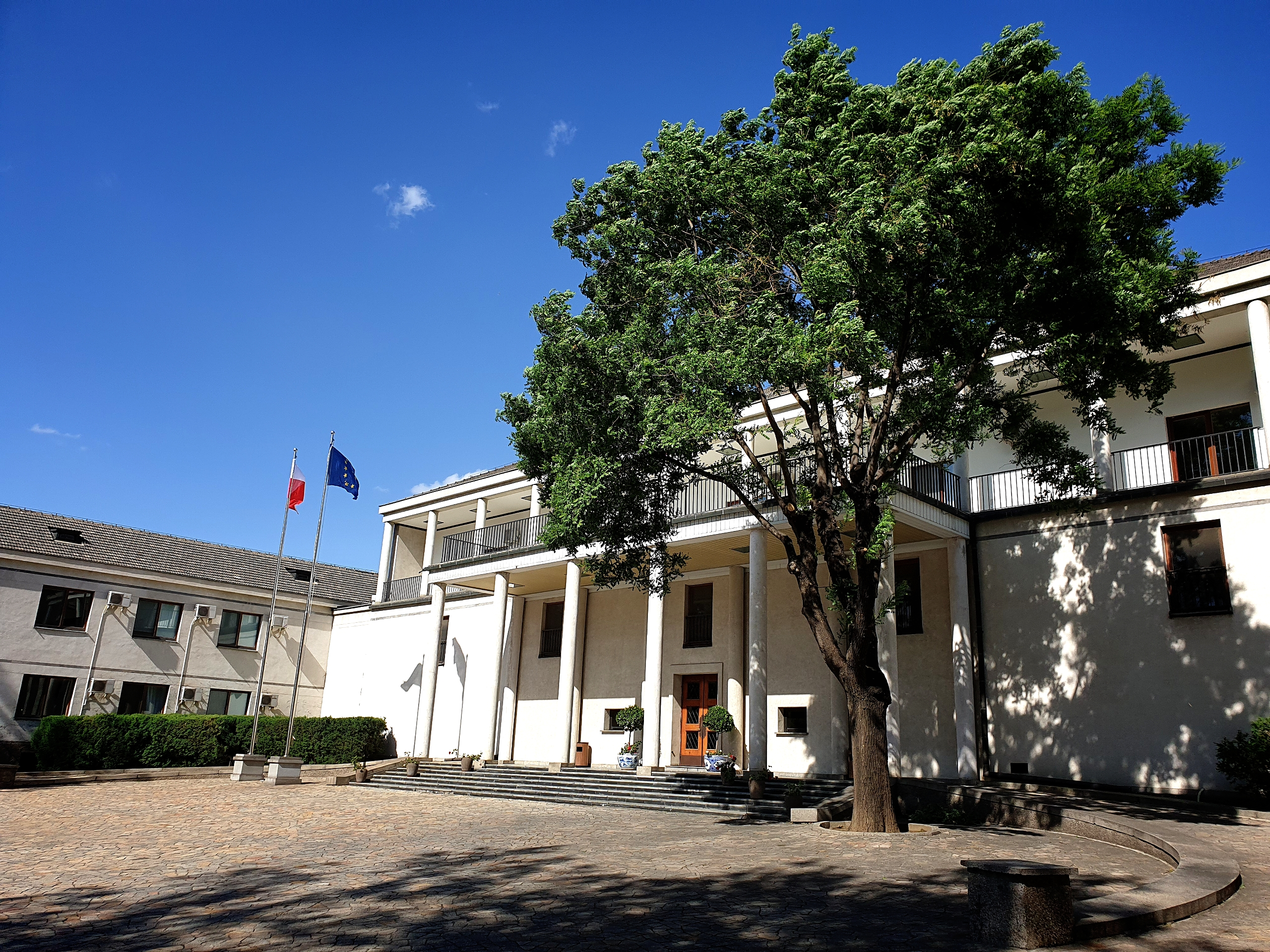
Ambasada Polski w Chińskiej Republice Ludowej

Stosunki polsko-chińskie – relacje międzynarodowe łączące Polskę i Chiny. Od 1949 Polska utrzymuje stosunki dyplomatyczne z Chińską Republiką Ludową. Zgodnie z zasadą jednych Chin nie uznaje natomiast oficjalnie państwowości Republiki Chińskiej, czyli Tajwanu (zwanego także Chińskim Tajpej) ale utrzymuje z nim nieformalne relacje.
Polska ambasada w Chinach znajduje się w Pekinie, a ambasada ChRL w Polsce – w Warszawie. Polskie urzędy konsularne mieszczą się w Chengdu, Kantonie, Szanghaju i Hongkongu.

## Historia

### Okres do 1918

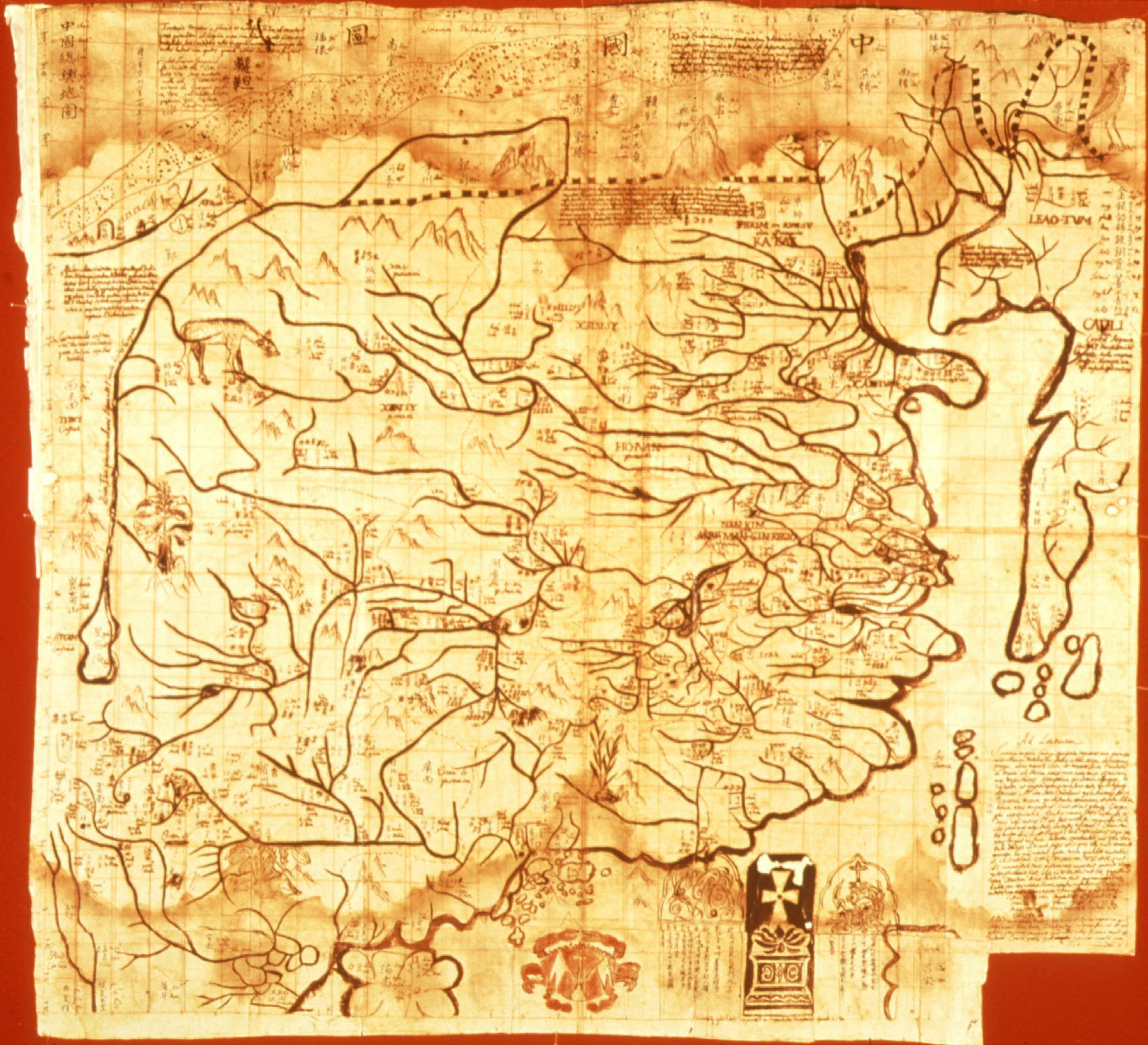
Mapa Chin stworzona przez Michała Boyma w 1652 roku

Jednym z najwcześniej udokumentowanych stosunków polsko-chińskich była działalność misyjna jezuitów Michała Boyma, Mikołaja Smoguleckiego, Andrzeja Rudominy i Jana Chryzostoma Bąkowskiego w XVII i XVIII wieku.

### Stosunki z Republiką Chińską
Republika Chińska uznała niepodległość Polski 27 marca 1920. Jednak już od 1919 w Chinach istniały polskie konsulaty w Szanghaju i w Harbinie. Od 1922 w Harbinie mieściła się Delegatura RP (od 1931 ponownie konsulat, od 1932 w Mandżukuo, od 1936 do 1941 roku konsulat generalny (Polska uznawała niepodległość Mandżukuo w latach 1938–1941)). W marcu 1929 otwarto Poselstwo RP w Nankinie – ówczesnej stolicy Chin. W 1937, po wkroczeniu do Nankinu Japończyków, siedzibę poselstwa przeniesiono do Chongqingu, gdzie udał się chiński rząd.
5 lipca 1945 rząd Republiki Chińskiej wycofał uznanie dla rządu Rzeczypospolitej Polskiej na uchodźstwie i uznał rząd komunistyczny w Warszawie. Polscy dyplomaci dostali miesiąc na opuszczenie Chin. Nowe władze Polski otworzyły swoje przedstawicielstwo w Nankinie.
Po zwycięstwie komunistów w chińskiej wojnie domowej w 1949 rząd polski 5 października tego roku za legalne władze Chin uznał rząd nowo proklamowanej Chińskiej Republiki Ludowej. Wstrzymane zostały tym samym wszelkie oficjalne kontakty z ewakuowanym na wyspę Tajwan rządem Republiki Chińskiej.
Zobacz też: Stosunki polsko-tajwańskie

### Stosunki między PRL a ChRL
Stosunki dyplomatyczne między Chińską Republiką Ludową i Polską rozpoczęły się 5 października 1949. Misje dyplomatyczne zostały utworzone 7 października 1949. Polska, stanowiąc część obozu socjalistycznego, utrzymywała przyjazne stosunki z Chinami i współpracowała w międzynarodowych sprawach, takich jak wojna koreańska.
W latach 50. z powodu rozłamu radziecko-chińskiego stosunki między dwoma krajami uległy pogorszeniu. Mimo to Polska wspierała wniosek Chińskiej Republiki Ludowej o uzyskanie stałego miejsca Organizacji Narodów Zjednoczonych. Premier Zhou Enlai odwiedził Polskę dwukrotnie w 1950 roku.
Wśród członków kierownictwa PRL, którzy złożyli wizytę w Chinach należy wymienić: Bolesława Bieruta (1956), Edwarda Ochaba (1956), Aleksandra Zawadzkiego (1959), Józefa Cyrankiewicza (1957), Wojciech Jaruzelskiego (1986) i Zbigiewa Messnera (1988).

### Stosunki po 1989 roku

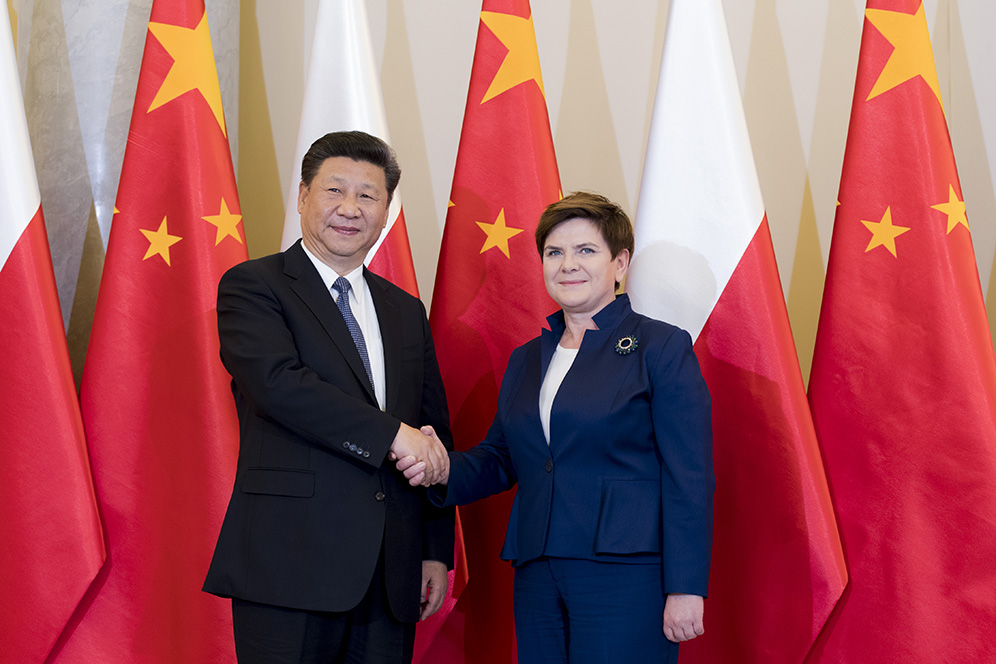
Spotkanie przewodniczącego ChRL Xi Jinpinga i premier Beaty Szydło w Warszawie, 2016

Pod koniec lat 80. XX w. Polska przeszła zmiany polityczne i społeczne. Zbliżyła do zachodniej liberalnej demokracji i wybrała kapitalizm rynkowy, a Chiny przystąpiły do reform gospodarczych Denga Xiaopinga. 
Druga dekada XXI wieku przyniosła intensyfikację relacji polsko-chińskich, które podniesiono do rangi partnerstwa strategicznego. W 2012 roku w Warszawie zainicjowany został wielostronny format współpracy Chin z krajami Europy Środkowo-Wschodniej (14+1).
Po 1989 roku doszło do kilku wizyt na szczeblu prezydenta i premiera, w tym: Waldemara Pawlaka (1994), Aleksandra Kwaśniewskiego (1997), Donalda Tuska (2008), Bronisława Komorowskiego (2011), Andrzeja Dudy (2015, 2022, 2024) i Beaty Szydło (2017). W 2016 roku z wizytą w Polsce przebywał przywódca Chin Xi Jinping.

## Stosunki gospodarcze
W ciągu lat 50. do 90. oba kraje prowadziły działalność gospodarczą z wykorzystaniem umów międzyrządowych. Roczna wartość transakcji między tymi państwami wyniosła prawie 1 mld USD w 1986.
W latach 90. podpisano umowy o handlowych płatnościach w wymienialnej walucie. Handel obniżył się z 0,322 mld USD w 1990 do 0,144 mld USD w 1991. W 1992 zaczął ponownie rosnąć. Dwustronna wymiana handlowa wzrosła bardziej w następnych latach. Do 2001 obroty handlowe między dwoma krajami szacowano na 1,242 mld USD – 29,5% wyższe niż w 2000. W 2008 polski eksport do Chin wyniósł około 1 mld USD, ale import z Chin to około 11 mld USD.
Stosunki gospodarcze Polski i ChRL dotyczą takich dziedzin, jak ochrona środowiska, finanse, maszyny rolnicze, przemysł miedziowy i górnictwo węgla kamiennego. Obejmuje to również nowe kierunki, jak wysokie technologie, przyjazne dla środowiska źródła energii, siła robocza, usługi i infrastruktura.